# 벅 카타리언
벅 카탤리언(Buck Kartalian, 1922년 8월 13일 ~ 2016년 5월 24일)은 미국의 배우, 프로 레슬링 선수, 텔레비전 배우이다.
디트로이트에서 태어났으며 로스앤젤레스에서 사망하였다.

## 영화
- 레시피 포 디재스터 (2003년) - 루이지 역
- 고인돌 가족 2 (2000년)
- 화성인 마틴 (1999년)
- 일주일에 8일 (1997년)
- 더 록 (1996년)
- 소녀는 울지 않는다 (1992년)
- 짐카타 (1985년)
- 무법자 조시 웰즈 (1976년)
- 혹성 탈출 4 - 노예들의 반란 (1972년) - 프랭크-고릴라 역
- 옥타맨 (1971년)
- 스테이 어웨이, 조 (1968년)
- 지옥에 빠진 천사 (1967년)
- 추격 (1959년)